# دهستان قلایی
قلایی،
دهستانی از توابع بخش فیروزآباد شهرستان سلسله در استان لرستان ایران است. از بزرگان این طایفه می شود به شمسعلی نقدی اشاره کرد

## جمعیت
جمعیت
براساس سرشماری سال ۱۳۹۵ مرکز آمار ایران، جمعیت دهستان قلایی ۲٬۶۷۱ نفر بوده که ۱۳۵۷ نفر مرد و ۱۳۲۰ نفر زن بوده‌اند. این دهستان دارای ۶۸۴ خانوار است.

## زبان
زبان مردم دهستان قلائی لری است.